# أنطونيو نيبالي
أنطونيو نيبالي (بالإيطالية: Antonio Nibali) (و. 1992  م) هو راكب دراجة هوائية، من إيطاليا.

## سباقات أو مراحل فاز بها
| التاريخ        | السباق                    | المركز                                         |
| -------------- | ------------------------- | ---------------------------------------------- |
| 03 يونيو 2018  | غران بريمو دي لوغانو 2018 | الثامن في التصنيف العام                        |
| 14 يوليو 2018  | طواف النمسا 2018          | السادس في تصنيف الجبال، الثامن في تصنيف النقاط |
| 27 مارس 2021   | كوبي وبارتالي 2021        | الثالث في تصنيف الجبال                         |
| 13 يونيو 2021  | طواف سويسرا 2021          | الرابع في تصنيف الجبال                         |
| 01 أكتوبر 2021 | جيرو دي سيسيليا 2021      | العاشر في تصنيف الجبال                         |
| 15 أبريل 2022  | جيرو دي سيسيليا 2022      | العاشر في التصنيف العام                        |
| 09 أكتوبر 2023 | 2023 Tour de Kyushu       | المركز الثاني                                  |

## روابط خارجية
- أنطونيو نيبالي على موقع الاتحاد الدولي للدراجات (الإنجليزية)
- أنطونيو نيبالي على موقع أرشيف الدراجات (الإنجليزية)
- أنطونيو نيبالي على موقع إحصائيات الدراجات الإحترافية (الإنجليزية)
- أنطونيو نيبالي على موقع نسبة الدراجات (الإنجليزية)
- أنطونيو نيبالي على موقع CycleBase (الإنجليزية)